# Kevin Bickner
Kevin Bickner (23 settembre 1996) è un saltatore con gli sci statunitense.

## Biografia
Attivo in gare FIS dall'ottobre del 2011, Bickner ha esordito in Coppa del Mondo il 5 dicembre 2015 a Lillehammer (51º), ai Campionati mondiali a Lahti 2017, dove si è classificato 47º nel trampolino  normale, 30º nel trampolino lungo, 11º nella gara a squadre e 8º nella gara a squadre mista, e ai Giochi olimpici invernali a Pyeongchang 2018, dove si è piazzato 18º nel trampolino normale, 20º nel trampolino lungo e 9º nella gara a squadre. L'anno successivo ai Mondiali di Seefeld in Tirol è stato 48º nel trampolino normale, 37º nel trampolino lungo, 11º nella gara a squadre e 10º nella gara a squadre mista; ai XXIV Giochi olimpici invernali di Pechino 2022 si è classificato 43º nel trampolino normale, 39º nel trampolino lungo e 10º nella gara a squadre. Ai Mondiali di volo di Tauplitz 2024 si è piazzato 37º nella gara individuale e 9º in quella a squadre e ai Mondiali di Trondheim è stato 32º nel trampolino normale, 32º nel trampolino lungo, 8º nella gara a squadre e 6º nella gara a squadre mista.

## Palmarès

### Coppa del Mondo
- Miglior piazzamento in classifica generale: 39º nel 2018